# Metanolekonomi
Metanolekonomin är en ekonomi föreslagen av nobelpristagaren i kemi George A. Olah i vilken man använder sig av metanol som energibärare samt som råvara till produkter av olika kolväten. Detta kan jämföras med vätgasekonomin där man använder sig av väte som energibärare.
I boken "Bortom olja och gas" beskriver Olah tillsammans med sina två medförfattare hur metanolekonomin skulle se ut. I boken kan man läsa om allt från hur dagens olje- och kolbaserade ekonomi fungerar till hur en framtida metanolekonomi skulle fungera. Boken förklarar även hur världens totala energikonsumtion ser ut idag, för- och nackdelar med olika energikällor samt potentialen hos förnyelsebara energikällor. Detta då metanolen, precis som väte, bara skulle fungera som energibärare vilket innebär att man måste producera den på något sätt.

## Möjliga användningsområden av metanol
Metanol som fordonsbränsle
- Metanol skulle efter små förändringar kunna användas i dagens bensinmotorer. Den har dock ett lägre energiinnehåll vilket innebär att en bil på metanol skulle dra ungefär dubbelt så mycket jämfört med om man kör på bensin men å andra sidan skulle den ha högre verkningsgrad och den utsläppta mängden skadliga avgaser skulle minska.

- Metanol skulle även kunna ersätta dieseln som bränsle i dagens dieselmotorer. Men för detta skulle metanolen behöva göras om till dimetyleter (DME), vilket är ett bränsle med låga utsläppsnivåer. Man kan även använda metanolen till att framställa biodiesel.

- Metanol kan även användas till elbilar genom omvandling till elektrisk energi via bränsleceller då man i stort sett får ett batteri som man tankar istället för att ladda.

Andra användningsområden
- Metanol skulle kunna användas för framställning av el vid avlägsna platser eller i byggnader där ett strömavbrott kan få allvarliga följder till exempel i sjukhus. Detta skulle kunna ske både genom bränslecellsteknologi eller genom förbränning i befintliga kraftverk. DME skulle man kunna använda till dagens gasspisar utan att behöva göra några förändringar

- Metanol kan även användas till många produkter vi idag får från olja, såsom plaster och läkemedel. Man kan ur metanol framställa både eten och propen vilka är de två största produkterna som framställs av den petrokemiska industrin.

## Metanolproduktion
Metanol kan framställas på ett flertal olika sätt. Man kan utgå från befintliga kolkällor såsom fossila bränslen (vilket är den enda som används för detta ändamål idag), biogas eller biomassa men man skulle även kunna använda koldioxiden som finns i luften. Om detta skedde med energi från förnyelsebara energikällor skulle bränslet alltså inte släppa ut växhusgaser utan endast cirkulera koldioxiden som redan finns i luften.

## För- och nackdelar
En stor fördel för metanolen jämfört med vätgas är att metanolen är mycket mer lätthanterlig (kräver inga höga tryck utan den är i vätskeform vid rumstemperatur). Den infrastruktur som krävs för metanolekonomin finns i stort sett redan idag då den är väldigt lik bensin i sina egenskaper. Metanol skulle redan idag kunna blandas i bensinen på samma sätt som man idag blandar i etanol. Den skulle även till skillnad från vätgas kunna användas som råvara till petrokemiska produkter.
Nackdelarna är att metanolen är korrosiv mot vissa metaller samt att den bryter ner vissa plaster. I förbränningsmotorer får den sämre startegenskaper jämfört med bensin och innan motorn hunnit bli varm är bränsleekonomin låg. Detta kan dock avhjälpas genom att blanda metanolen med bensin.